# Абсолютна геохронологія
Абсолю́тна геохроноло́гія — розділ геохронології, який охоплює проблеми встановлення абсолютного віку гірських порід. Встановлює вік границь різних підрозділів стратиграфічної шкали та їх тривалість, вік тектоно-магматичних подій.
Встановлення абсолютного і відносного віку дає змогу скласти геохронологічну таблицю (таблицю геологічного літочислення), в якій геологічний час поділяють на еони, ери, періоди, встановити початок і закінчення певних епох горотворення, появу живих організмів тощо.

## Абсолютний вік гірських порід
Абсолютний вік гірської породи — час, який пройшов з моменту утворення породи (в роках) до нашого часу. Назва «абсолютний» використовується для того, щоб відрізнити його від відносного віку, який показує, які відклади в земній корі є молодшими, а які старшими без оцінки тривалості часу, що минув з моменту їх утворення. 

## Методи визначення абсолютного геологічного віку
Абсолютний геологічний вік найчастіше визначається методом радіоізотопного датування — за накопиченням продуктів розпаду радіоактивних елементів, що входять до складу досліджуваного взірця. В цьому випадку він називається ізотопним або радіологічним віком. 
Для визначення абсолютного віку подій, які відбулися не дуже давно, використовуються ряд інших методів, зокрема, термолюмінесцентне датування, оптичне датування, визначення віку за кільцями дерев, за донними відкладами з сезонною шаруватістю, за льодовими кернами, за гідратацією скла, за рацемізацією амінокислот та інші. 

### Радіоізотопне датування
Використовується багато різних методів радіоізотопного датування, найвідоміші з яких:
- уран-свинцевий  (накопичення свинцю в ураново-торієвих мінералах);
- калій-аргоновий (накопичення аргону в калієвих мінералах);
- аргон-аргоновий
- стронцієвий (перетворення рубідію в стронцій);
- радіовуглецевий (за кількістю вуглецю-14 в органічних залишках).

У кожного методу — своя область застосування, обмеження, переваги й недоліки.

### Термолюмінесцентне датування
Термолюмінесцентний метод датування — фізичний метод датування об'єктів мінерального походження шляхом вимірювання енергії, яка випромінюється в результаті нагріву взірця.
В ідеальних умовах метод дозволяє датувати взірці віком від декількох сотень до приблизно 1 млн років з похибкою близько 10 %, яка в деяких випадках може бути значно зменшена.

### Оптичне датування
Оптичне датування — фізичний метод датування, який полягає у визначенні моменту часу, коли мінерал останнього разу знаходився на світлі.
Типовий діапазон вимірюваного віку — від декількох сотень до 100 000 років. Вік поза цим діапазоном також може бути визначено, але з меншою точністю. Метод є надійним, за умови належного калібрування. Похибка визначення віку при оптимальних умовах складає близько 5%.

### Датування деревних кілець
Метод датування деревних кілець полягає в підрахунку кількості річних кілець дерев. Використовується в палеоекології, археології і для калібрування радіовуглецевого методу. Дозволяє датувати деревину з точністю до календарного року. На цей час залежно від місцевості охоплює діапазон до 11 тис. років.

### Датування за донними відкладами з сезонною шаруватістю
Хронологія донних відкладів — геологічний метод визначення віку, який базується на підрахунку шарів донних осадових відкладів озер, морів або рік, відомих як стрічкові глини та подібні до них осади. Дозволяє встановлювати вік подій, що відбувалися десятки тисяч років тому з роздільністю в один рік.